# Josef Reichert
Josef Reichert (Laufen, 13 december 1891 -  Gauting, 13 mei 1970) was een Duitse luitenant-generaal in de Tweede Wereldoorlog en commandant van de 711e Infanteriedivisie.  In deze hoedanigheid werd hij op 9 december 1944 onderscheiden met het Ridderkruis van het IJzeren Kruis. 

## Biografie
Josef Reichert, zoon van de koninklijke grenswacht Friedrich Reichert en zijn vrouw Maria, voltooide in 1910 zijn middelbare schoolopleiding aan het Wilhelmsgymnasium in München en trad in hetzelfde jaar als cadet toe tot het Beierse leger. In 1912 werd hij bevorderd tot luitenant en diende na de Eerste Wereldoorlog in het Duitse leger. In 1935 werd hij als luitenant-kolonel toegelaten tot de Wehrmacht. In 1937 werd hij bevorderd tot kolonel.
Toen de Tweede Wereldoorlog uitbrak, was hij een kolonel en nam hij deel aan de invasie van Polen aan het hoofd van het 6e Infanterieregiment. Vervolgens vocht hij in de Franse veldtocht en ook in Joegoslavië als onderdeel van Operatie Barbarossa. In 1941 werd hij bevorderd tot generaal-majoor en in 1943 tot luitenant-generaal. Hij werd aangesteld als hoofd van de 711e Infanteriedivisie, die naar Normandië werd verplaatst om de kust te verdedigen tegen een mogelijke geallieerde landing. Deze eenheid was gepositioneerd tussen Caen en Rouen, en Josef Reichert vestigde zijn commandopost in Pont-l'Évêque.
Na de geallieerde landing in Normandië op 6 juni 1944 greep de divisie van Josef Reichert onmiddellijk in om de tegenstanders op zee af te weren, maar werd tegengehouden door de luchtmacht, die elke Duitse beweging richting de stranden verhinderde. Reichert beval zijn soldaten om zich defensief in de regio Caen te vestigen, waar de Anglo-Canadese troepen meerdere keren hun opmars staakten op zijn linies, die werden versterkt door zware Duitse pantservoertuigen.
Maar de geallieerde oorlogsmachine overwon de Duitse troepen, die eind augustus 1944 gedwongen werden zich terug te trekken ten oosten van de Seine. Nadat hij zeer zware verliezen had geleden, werd zijn divisie in september 1944 in Nederland gereorganiseerd en versterkt met manschappen en materieel.
Josef Reichert nam ook deel aan Operatie Market Garden, die in dezelfde maand in Nederland plaatsvond, en aan Operatie Frühlingserwachen, die op 6 maart 1945 door de Duitsers werd gelanceerd in Hongarije, waar waardevolle oliereserves lagen.
Op 14 april 1945 raakte hij ernstig gewond bij een auto-ongeluk en werd vervolgens gevangengenomen door de Amerikanen.  Na de Tweede Wereldoorlog woonde hij in Gauting. Hij stierf op 15 maart 1970 op 78-jarige leeftijd.

### Luitenant-generaal van de 711e Infanteriedivisie
Op 15 april 1943 werd hij met ingang van 1 april 1943 benoemd tot commandant van de 711e Infanteriedivisie.
Op 3 juni 1943 werd hij voor de periode van 15 juni 1943 tot 10 juli 1943 naar de 5e divisiecommandantencursus gestuurd. De reisdatum was gepland op 14 juni 1943 en de accommodatie zou plaatsvinden in Hotel Kaiserhof.
Op 10 augustus 1943 werd hij met ingang van 1 september 1943 bevorderd tot luitenant-generaal.
Op 1 maart 1944 ontving hij de volgende beoordeling van generaal der pantsertroepen Adolf Kuntzen, commandant van het 81e Legerkorps (Wehrmacht): "Eenvoudige, rechtlijnige persoonlijkheid die volledig het vertrouwen geniet van zijn ondergeschikten. Hij heeft weinig ervaring met grotere gevechten. Zijn solide opleiding en toewijding bieden echter de garantie dat hij zijn taak aankan. Gebrek aan hardheid is op deze rustige frontlijn niet opgevallen. Staat volledig achter het nationaalsocialisme. Beoordeling: gemiddeld. Aanbeveling: divisiecommandant."
Op 10 maart 1944 voegde generaal-overste Hans von Salmuth, bevelhebber van het 15e leger, het volgende toe: "Heeft de beste wil voor alle zaken, evenals de opleiding en voorbereiding ervoor. In het leiderschap heeft hij naar mijn mening een sterke ondersteuning nodig."
Op dezelfde dag voegde veldmaarschalk Gerd von Rundstedt, bevelhebber van Heeresgruppe D, hieraan toe: "Mee eens!"
Hij leidde zijn divisie tijdens de landing van de geallieerden in Normandië in juni 1944 en tijdens de daaropvolgende terugtrekking naar Nederland.
Op 28 december 1944 ontving hij de volgende beoordeling van luitenant-generaal Felix Schwalbe, commandant van het 67e Legerkorps (Wehrmacht): "Is mij dienstelijk niet bekend geworden." 
Generaal der vliegeniers Friedrich Christiansen, bevelhebber van het 25e Leger (Wehrmacht), vulde op dezelfde dag aan: "Het oordeel van de vorige commandant, generaal Reinhard van 20 december 1944, is volledig bevestigd: frisse, beweeglijke, positief ingestelde persoonlijkheid. Rechtlijnig, fatsoenlijk karakter. Klaar voor inzet en moedig, heeft zijn divisie goed geleid."
Op 29 december 1944 werd hem het Ridderkruis van het IJzeren Kruis toegekend.
In januari 1945 werd hij met zijn divisie naar Hongarije verplaatst.
Op 15 januari 1945 ontving hij van generaal-overste Kurt Student, bevelhebber van Heeresgruppe H, de volgende beoordeling: "Geen oordeel vanwege de korte duur van de aanstelling."
Op 23 januari 1945 voegde veldmaarschalk Gerd von Rundstedt, bevelhebber van het Westfront, toe: "Mee eens met de beoordeling van 20 december 1944."
In Hongarije werd zijn divisie tot april 1945 bijna volledig vernietigd.
Luitenant-generaal Reichert raakte op 14 april 1945 zwaar gewond bij een verkeersongeval en werd overgeplaatst naar het OKH-reserve.
De leiding van de 711e Infanteriedivisie werd hierna overgenomen door kolonel Bernhard-Georg von Watzdorf.

### Beoordeling van generaal von Zangen
Uittreksel uit de beoordeling die na de oorlog werd neergeschreven door generaal Gustav-Adolf von Zangen, bevelhebber van het 15e leger:
"De divisie kwam bijzonder verzwakt uit de strijd in Normandië, maar werd door haar uitstekende commandant, luitenant-generaal Josef Reichert, steeds gevrijwaard van de 'invasiepaniek'. Na uitzonderlijke mars- en gevechtsopdrachten ten zuiden van de Westerschelde werd de nauwelijks versterkte groepering in de afweergevechten ten zuiden van de Maas een factor waarmee rekening gehouden moest worden. De opdrachten die aan de divisie noodzakelijkerwijs werden gegeven, stonden in geen enkele verhouding tot de personeels- en materieelsterkte. Desalniettemin heeft de 711e Divisie, zonder luchtsteun, zonder eigen pantservoertuigen, zonder voldoende wapens en munitie, haar mannetje gestaan. Ze heeft, deels door weinig betrouwbare buren, herhaaldelijk de verdediging van de open flank van het korps op zich genomen.
Dat de aanvallers met een scherper doorgedreven opmars meerdere malen het einde van de divisie hadden kunnen bespoedigen, doet niets af aan de waardering voor de prestatie van de 711e Divisie. Ze werd steeds rustig en doordacht geleid, paste zich aan de vijandelijke strategie aan en verloor nooit de innerlijke samenhang in de strijd. Daarmee heeft ook deze divisie bijgedragen aan het feit dat het 15e Leger uiteindelijk de grote rivieren bereikte en zich achter deze barrière in korte tijd kon voorbereiden op de strijd."